# Kristine Kujath Thorp
Kristine Kujath Thorp (Oslo, 23 de abril de 1992) é uma atriz norueguesa.
Ela começou a sua carreira como atriz com um papel central no filme Betrayed, dirigido por Eirik Svensson, seguido por um papel principal em Ninjababy (2021), comédia que recebeu uma “menção especial” do júri em Berlim e ganhou o European Film Award de melhor comédia europeia, ela também ganhou o Prêmio Amanda de Melhor Atriz. Também apareceu nos filmes The Burning Sea (2021) e Sick of Myself (2021). Este último foi exibido na mostra Un Certain Regard do Festival de Cinema de Cannes. 